# Reichersberg
Reichersberg osztrák mezőváros Felső-Ausztria Riedi járásában. 2021 januárjában 1585 lakosa volt. Reichersberg 1084-ben alapított ágostonos apátságáról ismert.

## Elhelyezkedése

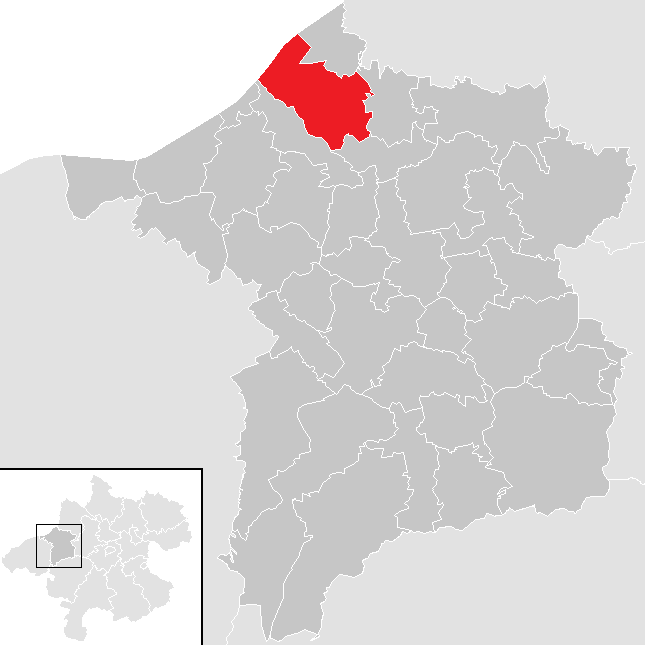
Reichersberg a Ried im Innkreis-i járásban

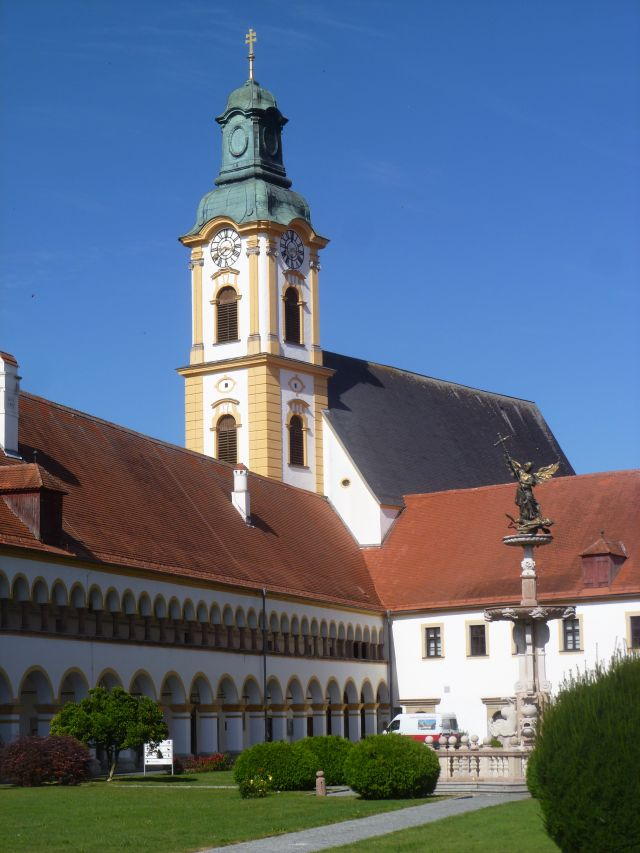
A Szt. Mihály-plébániatemplom

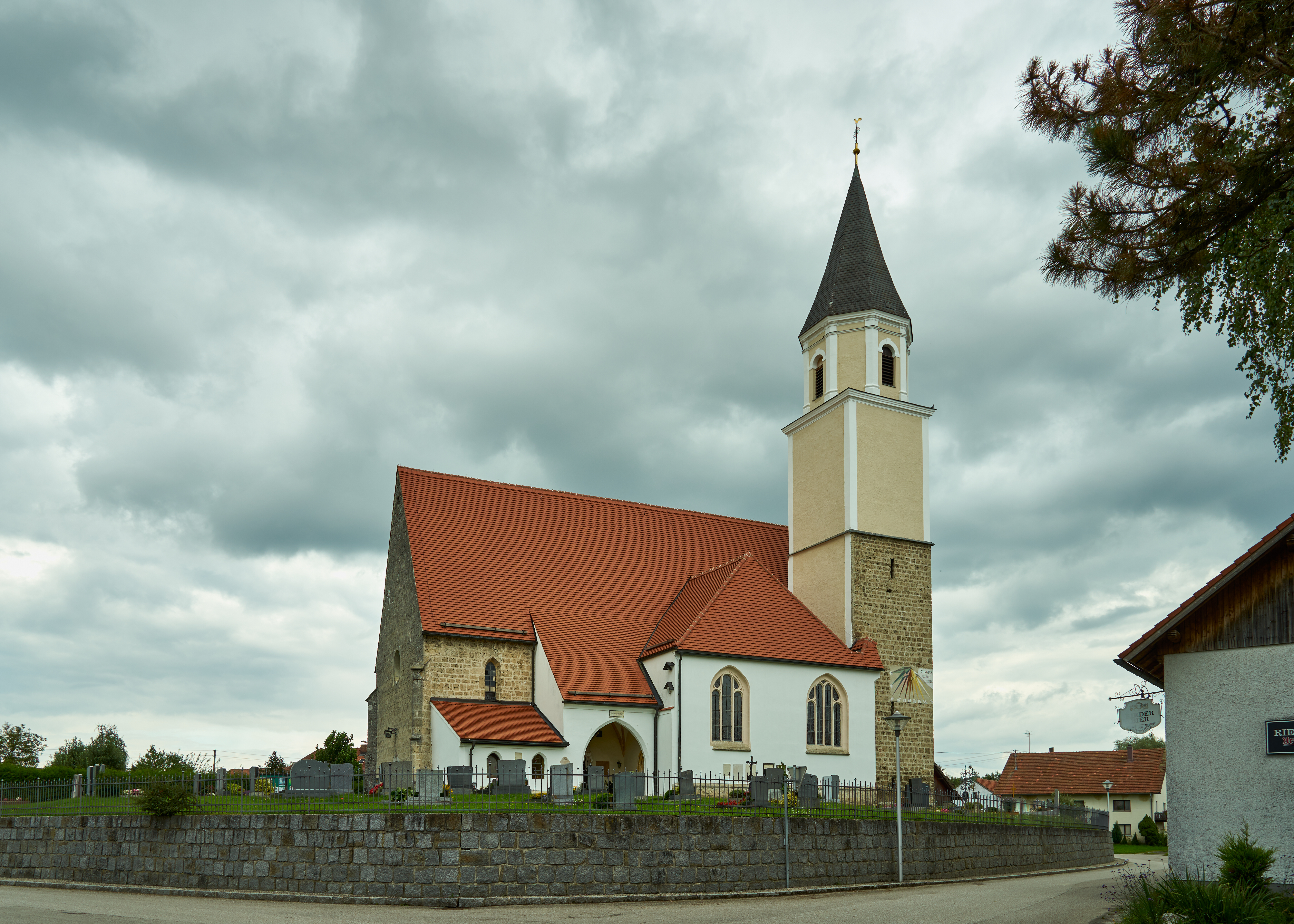
A münsteueri Szt. Péter és Pál-plébániatemplom

Reichersberg a tartomány Innviertel régiójában fekszik, az Inn jobb partján, a német határ mentén. Területének 12,8%-a erdő, 72,1% áll mezőgazdasági művelés alatt. Az önkormányzat 11 települést és településrészt egyesít: Fraham (44 lakos 2021-ben), Hart (251), Hübing (90), Kammer (67), Linn (1), Minaberg (41), Münsteuer (177), Pfaffing (27), Reichersberg (798), Sindhöring (10) és Traxlham (79).
A környező önkormányzatok: északkeletre Antiesenhofen, keletre Ort im Innkreis, délkeletre Sankt Martin im Innkreis, délnyugatra Mörschwang, északnyugatra Bad Füssing (Németország).

## Története
A reichersbergi apátságot 1084-ben alapította a birtokán Dietburga és Wernher von Reichersberg, miután egyetlen fiuk egy balesetben meghalt. A 17. században az épületkomplexum nagyrészt leégett; újjáépítésekor kapta mai, barokk stílusú megjelenését. Reichersberg (és az egész Innviertel) 1779-ig Bajorországhoz tartozott; a bajor örökösödési háborút lezáró tescheni béke ítélte Ausztriának. A napóleoni háborúk alatt rövid időre visszatért a francia bábállam Bajországhoz, de 1816 után végleg Ausztriáé lett. Az 1938-as Anschluss után a települést a Harmadik Birodalom Oberdonaui gaujába sorolták be. A nemzetiszocialista hatóságok 1940-ben felszámolták a kolostort, épületeibe pilótaiskolát költöztettek. A második világháború utolsó napjaiban az apátság kanonokját és gondnoknőjét volkssturmisták agyonlőtték. A háború után Reichersberg visszatért Felső-Ausztriához.

## Lakosság
A reichersbergi önkormányzat területén 2021 januárjában 1585 fő élt. A lakosságszám 1869 óta 1400-1600 körül stagnál. 2019-ben az ittlakók 86,3%-a volt osztrák állampolgár; a külföldiek közül 6,1% a régi (2004 előtti), 4% az új EU-tagállamokból érkezett. 2,8% az egykori Jugoszlávia (Szlovénia és Horvátország nélkül) vagy Törökország, 0,8% egyéb országok polgára volt. 2001-ben a lakosok 93,9%-a római katolikusnak, 1,4% evangélikusnak, 2% mohamedánnak, 1,6% pedig felekezeten kívülinek vallotta magát. Ugyanekkor a legnagyobb nemzetiségi csoportot a németek (96,7%) mellett a horvátok alkották 0,6%-kal (8 fő).
A népesség változása:

| 2016 | 1 532 |
| 2018 | 1 511 |

## Látnivalók
- a reichersbergi apátság
- a Szt. Mihály apátsági és plébániatemplom
- a münsteueri Szt. Péter és Pál-plébániatemplom
- a Doblkapelle kápolna és a mellette álló védett "Császárhárs"

## Fordítás
- Ez a szócikk részben vagy egészben  a   Reichersberg című német Wikipédia-szócikk ezen változatának fordításán alapul.  Az eredeti cikk szerkesztőit annak laptörténete sorolja fel. Ez a jelzés csupán a megfogalmazás eredetét és a szerzői jogokat jelzi, nem szolgál a cikkben szereplő információk forrásmegjelöléseként.